# Абатство Раме
Абатство Раме (на френски: Abbaye de la Ramée) е католическо цистерцианско абатство в Жошолет, част от гр.Жодоан, окръг Нивел, провинция Валонски Брабант, Централна Белгия.

## История
Абатството е основано около 1215 г. от монахини-цистерцианки. През Средновековието абатството е важен духовен и културен център с процъфтяващо стопанство.
През ХVІ и ХVІІ района е арена на религиозни и политически конфликти и абатството става лесна мишена за воюващите страни. На два пъти монахините са принудени да напуснат манастира и да живеят в изгнание в Намюр в очакване на по-добри времена (1577 – 1591 и 1632 – 1676). По време на Войната за испанското наследство, след битката при Рамили през 1706 г., абатството е превърнато във военна болница.
По време на Френската революция, през 1796 г. абатството е конфискувано в полза на Френската република. Манастирското училището е закрито и 28 цистерциански монахини са изгонени. Манастирският комплекс е продаден на търг през 1799 г. на различни частни лица. От тогава абатските имоти преминават през множество собственици. Голяма част от манастирските сгради, в това число църквата и жилищните постройки са разрушени. Част от имота става собственост през 1903 г. на Congregation of Dames du Sacré-Cœur. Друга част включваща абатската ферма е запазена. С кралски указ от 27 февруари 1980 г., фермата е обявена за исторически паметник.
Стопанските постройки са придобити през 1990 г. от компанията „SA Immobilière La Ramee“, с директор Жак Мортелманс, която разработва и реализира голям проект за реставрация на обекта и използването му като културен и туристически център. През 2007 г. компанията придобива и останалата част от абатството. Възстановяването и поддръжката на обекта се подпомага чрез продажбата на бира, сирене и месни продукти, носещи името на абатството.

## Продукти
Бира Раме
Кога в абатството започва варене на бира не е известно. Според документи от ХVІІІ век абатството притежава три мелници, една дъскорезница и пивоварна. В средата на 1990-те години Жак Мортелманс решава да възобнови производството на абатската бира. На 21 юли 1997 г. бирата „Раме“ е пусната на пазара. Производството е възложено на малката пивоварна „Les Brasseurs Artisans“ която вари 35000 литра годишно. През 2000 г. производството на бирата е поверено на по-голямата пивоварна „Brasserie de Brunehaut“, която произвежда средно около 400 000 литра годишно бира „Раме“.
Сирене Раме
С марката „Раме“ се прави и средно-твърдо традиционно сирене, с уникален вкус, резултат от „измиване“ с бира „Ramee“ по време на неговото производство.
Месни продукти Раме
С марката „Раме“ на пазера се предлагат и пастет от свинско месо и черен свински дроб свински, при изготвянето на който също се прибавя абатска бира за придаване на уникален вкус, както и различни салами и наденици.